# 余慶県
余慶県（よけい-けん）は中華人民共和国貴州省遵義市に位置する県。

## 行政区画
下部に9鎮、1民族郷を管轄する。県人民政府の所在地は白泥鎮。
- 鎮：白泥鎮、松煙鎮、構皮灘鎮、竜渓鎮、敖渓鎮、小腮鎮、大烏江鎮、竜家鎮、関興鎮
- 民族郷：花山ミャオ族郷

## 交通

### 道路
- 高速道路
  - 銀百高速道路
  - S30 江黔高速道路
  - S62 余安高速道路